# Cheng Congfu
Cheng Congfu (chiń. 程丛夫; pinyin Chéng Cóngfū; ur. 15 sierpnia 1984 w Pekinie) – chiński kierowca wyścigowy.

## Kariera
Cheng rozpoczął karierę w wyścigach samochodowych w roku 2003, od startów w Brytyjskiej Formule Renault. Z dorobkiem 19 punktów ukończył sezon na 30 pozycji. W późniejszych latach startował także we Francuskiej Formule Renault, A1 Grand Prix, Brytyjskiej Formule 3, Formule 3 Euro Series, DTM, FIA World Endurance Championship, Blancpain Endurance Series, 24h Le Mans, American Le Mans Series oraz w GT Asia. W Formule 3 Euro Series wystartował w 2008 roku z włoską ekipą RC Motorsport, nigdy jednak nie zdobywał punktów.

## Statystyki
| Sezon     | Seria                                       | Zespół                    | Wyścigi | Zwycięstwa | PP | NO | Punkty | Pozycja |
| --------- | ------------------------------------------- | ------------------------- | ------- | ---------- | -- | -- | ------ | ------- |
| 2003      | Brytyjska Formuła Renault                   | Hill Speed Racing         | 9       | 0          | 0  |    | 19     | 30      |
| 2003      | Chińska Formuła Renault                     |                           | 2       | 2          |    |    |        |         |
| 2004      | Brytyjska Formuła Renault                   | Manor Motorsport          | 16      | 0          | 0  | 0  | 66     | 22      |
| 2005      | Brytyjska Formuła Renault                   | Manor Motorsport          | 18      | 0          | 0  | 0  | 217    | 11      |
| 2005      | Brytyjska Formuła Renault (edycja zimowa)   | Manor Motorsport          | 4       | 1          | 2  | 1  | 101    | 2       |
| 2006      | Brytyjska Formuła Renault                   | Manor Motorsport          | 20      | 0          | 1  | 0  | 374    | 3       |
| 2006      | Francuska Formuła Renault                   | Manor Motorsport          | 2       | 0          | 0  | 0  |        | 34      |
| 2006/2007 | A1 Grand Prix                               | Team China                | 12      | 0          | 0  | 0  | 22     | 15      |
| 2007      | Brytyjska Formuła 3                         | Performance Racing Europe | 20      | 5          | 4  | 8  | 267    | 2       |
| 2007      | Masters of Formula 3                        | Manor Motorsport          | 1       | 0          | 0  | 0  | N/A    | 19      |
| 2007/2008 | A1 Grand Prix                               | Team China                | 20      | 0          | 0  | 4  | 55     | 13      |
| 2008      | Formuła 3 Euro Series                       | RC Motorsport             | 16      | 0          | 0  | 0  | 0      | 29      |
| 2008      | Grand Prix Makau                            | Signature-Plus            | 1       | 0          | 0  | 0  | N/A    | 13      |
| 2008      | 24h Le Mans – LMP2                          | Saulnier Racing           | 1       | 0          | 0  | 0  | N/A    | 3       |
| 2008/2009 | A1 Grand Prix                               | Team China                | 4       | 0          | 0  | 0  | 7      | 18      |
| 2009      | 24h Nürburgring - SP3T                      |                           | 1       | 0          | 0  | 0  | N/A    | 3       |
| 2010      | DTM                                         | Persson Motorsport        | 11      | 0          | 0  | 0  |        | 17      |
| 2011      | 6 Hours of Zhuhai - GTC                     | Team AMG                  | 1       | 0          | 0  | 1  | N/A    | NS      |
| 2012      | Blancpain Endurance Series – GT3 Pro Cup    | Black Falcon              | 2       | 0          | 0  | 0  | 18     | 18      |
| 2012      | Blancpain Endurance Series – GT3 Pro-Am Cup | Black Falcon              | 1       | 0          | 0  | 0  | 0      | NS      |
| 2012      | FIA World Endurance Championship – LMP1     | Rebellion Racing          | 1       | 0          | 0  | 0  | 0      | NS      |
| 2012      | FIA World Endurance Championship            | Rebellion Racing          |         |            |    |    | 12     | 24      |
| 2013      | FIA World Endurance Championship – LMP1     | Morand Racing             | 3       | 0          | 0  | 0  | 0      | NS      |
| 2013      | FIA World Endurance Championship            | Morand Racing             |         |            |    |    | 17     | 18      |
| 2013      | 24h Le Mans – LMP2                          | Morand Racing             | 1       | 0          | 0  | 0  | N/A    | 8       |
| 2013      | American Le Mans Series                     | Morand Racing             | 1       | 0          | 0  | 0  | 0      | NS      |
| 2013      | GT Asia - GT3                               | Team R8 LMS Ultra         | 4       | 0          | 0  | 0  | 43     | 12      |
| 2013      | Audi R8 LMS Cup China                       | Audi Ultra Team           | 9       | 0          | 0  | 1  | 98     | 5       |
| 2013      | Asian Le Mans Series                        | OAK Racing                | 1       | 0          | 1  | 1  | 19     | 9       |
| 2014      | Blancpain Endurance Series                  | Brother Racing Team       | 3       | 0          | 0  | 0  | 2      | 21      |
| 2014      | Audi R8 LMS Cup China                       | Audi R8 LMS Cup Team      | 12      | 2          | 1  | 0  | 130    | 4       |
| 2014      | VLN Endurance - SP9                         | Audi Race Experience      | 1       | 0          | 0  | 0  | 0      | NS      |